# Yasmine Hamdan
Yasmine Hamdan (àrab: ياسمين حمدان, Yāsmīn Ḥamdān) (Beirut, 1976) és una actriu, cantant i compositora libanesa. Fou una de les que va obrir les portes del seu país a l'indie i l'electrònica sota el guiatge de Soap Kills, projectes que es van popularitzar barrejant les tradicions musicals àrabs amb nous llenguatges del pop. Més endavant va col·laborar amb CocoRosie i Mirwais, l'artista nascuda a Beirut s'ha estrenat en solitari amb Ya Nas, un treball en el qual lliga referències orientals, pinzellades electròniques i posats de cantautora. Un pas endavant entre vapors folk i sonoritats indies i africanes signat per una artista a qui la seva vocació renovadora l'ha portada també a col·laborar amb cineastes com Jim Jarmusch o Elia Suleiman.

## Discografia
- Bater, Soapkills (1999)
- Cheftak, Soapkills (2001)
- Enta Fen, Soapkills (2005)
- Arabology, Y.A.S, (2009), production 50/50, Label AZ, Universal France.
- Yasmine Hamdan, Kwaidan records, (2012) (reeditat com "Ya Nass" el (2013) per Crammed Discs)
- The Best of Soapkills (2015)
- Al jamilat (2017)